# منتخب الولايات المتحدة لاتحاد الرغبي
منتخب الولايات المتحدة الوطني لاتحاد الرجبي هو المنتخب الرياضي الذي يمثل الولايات المتحدة في منافسات اتحاد الرجبي، يحتل حالياً المركز ال16 في التصنيف العالمي لمنتخبات الرجبي وينافس في كأس العالم للرجبي و بطولة المحيط الهادئ للرغبي.

## وصلات خارجية
- الموقع الرسمي موقع اتحاد الولايات المتحدة للرغبي